# Бескрајни спискови
Бескрајни спискови (итал. La Vertigine della Lista) књига је Умберта Ека на тему спискова оригинално објављена 2009. године у сарадњи са музејом Лувр. Примери спискова у књизи крећу се од Хесиодовоговог списка о постанку богова до Раблеовог списка о брисању задњице.

## Пријем
Новинар Фајненшл тајмса, Симон Шама, описао је књигу у форми списка: „обилна, пунокрвна, дугачка, издашна, разиграна, авантуристичка, живописна,...”. Међутим, Шама је такође навео да „ако њене благодети лако надвладају њену иритантност, то је зато што књига има шарм екстремне похлепе”